# Lunana - Il villaggio alla fine del mondo
Lunana - Il villaggio alla fine del mondo (ལུང་ནག་ན) è un film del 2019 scritto, diretto e co-prodotto da Pawo Choyning Dorji.

## Trama
Bhutan. Ugyen, nonostante abbia quasi completato la formazione come insegnante, desidera trasferirsi in Australia per diventare un cantante. Quando gli viene assegnato un incarico nel remoto villaggio montano di Lunana pensa di rifiutare, ma sua nonna lo convince ad accettare l'impiego.
Inizia il viaggio con un pulmino, arriva a Gasa, popolazione 448, altitudine 2.800m., dove Ugyen incontra Michen, una guida del villaggio che lo invita in una locanda per la cena e per dormire, visto che l'indomani di buon'ora dovranno incamminarsi lungo il pericoloso sentiero per Lunana. Ugyen a fatica segue la guida, l'aiutante  Singye e i tre muli che trasportano il grosso del bagaglio. Arrivano a Koina, 3 abitanti, altitudine 3.100m., dove sostano per un'altra notte. Ripartono, il giorno dopo, e per i giorni a venire dormiranno sempre all'aperto. Una volta fatto il Valico Karchung a 5.240m., iniziano a scendere verso Lunana.
Gli abitanti del villaggio sono entusiasti del suo arrivo, e gli vanno incontro al completo per dargli il benvenuto. Ma Ugyen, sconvolto dalle pessime condizioni del luogo, ammette di sentirsi rammaricato e vorrebbe tornare indietro. Michen lo informa che i muli hanno bisogno di tempo per riposare. La mattina dopo, Ugyen viene svegliato dall'alunna Pem Zam, la quale si presenta come la "capitana della classe" e gli dice che i bambini lo stanno aspettando in classe: qui Ugyen è colto alla sprovvista dal loro affetto per lui, poiché i bambini credono che gli insegnanti abbiano la capacità di "toccare il futuro". Decide perciò di restare e insegnare fino alle prime avvisaglie dell'inverno, come suggeritogli dal capo villaggio Asha.
Ugyen torna il giorno successivo con una nuova consapevolezza, e improvvisa la mancanza di una lavagna scrivendo direttamente sul muro con il carboncino; in seguito Michen gli costruisce una lavagna improvvisata. Volta per volta, Ugyen apporta dei miglioramenti alla classe e diventa rapidamente uno dei preferiti dei bambini, eseguendo canzoni con la sua chitarra e insegnando loro matematica, l'inglese e il dzongkha. I bambini diventano tristi quando scoprono che Ugyen ha intenzione di partire quando arriverà l'inverno e che non tornerà.
Ugyen incontra Saldon, figlia di un'amica del capo villaggio Asha Jinpa, mentre la ragazza canta una canzone tradizionale in cima a una collina. Saldon gli dice che la canta ogni giorno come offerta all'universo, e lui le chiede di insegnargliela; si incontrano ogni giorno e pian piano impara a cantarla lui stesso. La canzone si chiama Yak Lebi Lhadar e pare sia stata scritta da un pastore di yak locale che in essa si lamenta di dover macellare il suo yak preferito per il bene del villaggio. Saldon in seguito regala a Ugyen uno yak chiamato Norbu, in modo che possa usarne lo sterco per accendere il fuoco della stufa. A causa del freddo, Ugyen deve tenere Norbu in classe e il bovino diventa una presenza fissa durante le lezioni dei bambini.
Asha, il capo villaggio, comunica a Ugyen che l'inverno si avvicina ed è ora che lui parta prima che il passo sia ricoperto di neve; chiede a Ugyen di tornare la primavera successiva, ma Ugyen risponde che intende lasciare il Bhutan per sempre, deludendola. Dà la notizia a Saldon, rassicurandola che in primavera arriverà un insegnante migliore, ma Saldon dice che solo i bambini possono essere i giudici di questo e che tutti lo amano; spera che un giorno torni e unisca la voce alla sua nella canzone Yak Lebi Lhadar.
Ugyen lascia Lunana dopo il sincero saluto degli abitanti del villaggio. Pem Zam gli consegna una lettera di tutti i bambini e Saldon gli regala una sciarpa. Asha canta Yak Lebi Lhadar mentre Ugyen se ne va e Michen informa Ugyen che è Asha ad aver originariamente scritto la canzone. Ugyen legge la lettera dei bambini in cui essi lo ringraziano e lo definiscono il loro insegnante preferito, esortandolo a tornare in primavera. Durante la discesa dalla montagna, Ugyen si ferma al cumulo sacro di pietre posate dai viandanti e, contrariamente all'andata, questa volta depone anch'egli una pietra in offerta per un cammino sicuro, dichiarando che spera di tornare.
Ugyen realizza il suo vecchio sogno di andare in Australia a cantare, dove si esibisce in un bar, ma nessuno gli presta attenzione. Smette di suonare e con evidente profonda nostalgia per Lunana e la sua gente, canta Yak Lebi Lhadar, rapendo l'attenzione del pubblico.

## Distribuzione
Il film è uscito nelle sale italiane giovedì 31 marzo 2022 su distribuzione Officine UBU.

## Accoglienza
La critica internazionale ha apprezzato il film. Su Rotten Tomatoes ha un indice di gradimento del 98% basato su 62 recensioni, con un voto ponderato di 7,7 su 10; su Metacritic ha un punteggio di 76 su 100 basato su 13 recensioni.

## Riconoscimenti
- 2022 – Premio Oscar[5]
  - Candidatura per il miglior film internazionale